# Vlag van Stoutenburg

Vlag van de gemeente Stoutenburg
(1938-1969)

De vlag van Stoutenburg is waarschijnlijk nooit formeel vastgesteld als gemeentevlag van de Utrechtse gemeente Stoutenburg. Er is een historische vlag bekend, deze hangt in Bibliotheek Eemland. Gezien de basis bestaande uit drie gelijke horizontale banen rood wit en geel betreft het mogelijk een defileervlag uit 1938. Opmerkelijk is het wapen van Stoutenburg op de vlag, dat in 1816 verleend werd. De vlag kan als volgt worden beschreven:
Vierkant, met drie banen van gelijke hoogte van rood, wit en geel, met in het kanton een blauw veld, met een gele burcht op een gele berg.
De vlag toont in het kanton hetzelfde beeld als het gemeentewapen. Dit is een van de defileervlaggen die bij het defilé in Amsterdam ter gelegenheid van het veertigjarig regeringsjubileum van koningin Wilhelmina in 1938 zijn gebruikt. Ze waren voor de gelegenheid ontworpen voor alle Nederlandse gemeenten die geen eigen vlag hadden, maar sommige gemeenten, waaronder Stoutenburg, hebben de vlag naderhand als gemeentevlag gebruikt. De vlaggen hebben per provincie een gelijk patroon, in het geval van Utrecht drie banen in rood, wit en geel, afgeleid van de kleuren van het provinciewapen, met daarop een kanton met daarin een symbool, meestal ontleend aan het wapenschild van de gemeente.
Op 1 juni 1969 is Stoutenburg opgegaan in de gemeente Leusden. De vlag is daardoor als gemeentevlag komen te vervallen.

## Verwante afbeelding

Het wapen van Stoutenburg

Amerongen 
· Benschop 
· Breukelen 
· Doorn 
· Driebergen-Rijsenburg 
· Harmelen 
· Jutphaas 
· Kamerik 
· Kockengen 
· Leersum 
· Linschoten 
· Loenen 
· Loosdrecht 
· Maarn 
· Maarssen 
· Maartensdijk 
· Mijdrecht 
· Polsbroek 
· Snelrewaard 
· Stoutenburg 
· Vianen 
· Vinkeveen en Waverveen 
· Vleuten-De Meern 
· Vreeswijk 
· Wilnis 
· Zegveld 
· Zuilen